# کونستانتینوس گکیووتسیس
کونستانتینوس گکیووتسیس (انگلیسی: Konstantinos Gkiouvetsis؛ زادهٔ ۱۹ نوامبر ۱۹۹۹) بازیکن واترپلو اهل یونان است.
وی در مسابقات کشوری و بین‌المللی در مجموع برندهٔ ۳ مدال طلا، ۱ مدال نقره، ۱ مدال برنز شده‌است.